# Liana
Liana je ženské křestní jméno. Původem je považovaná za zkráceninu jmen Juliany, Liliany a Eliany. Domácké podoby mohou být Lia, Li, Lianka, Liuška. Podle českého kalendáře slaví jmeniny 10. prosince (Julie), 25. února (Liliana) nebo 20. nebo 4. července (Eliana).

## Známé nositelky
- Liana Liberato, italo-americká herečka
- Liana Janáčková, česká politička, senátorka a starostka
- Liana Drahová, slovenská krasobruslařka
- Liana Mendoza, španělská herečka
- Liana Weiss, slovenská reklamní textařka (copywriter), módní manažerka sbírek, redaktorka a stylistka
- Liana White, kanadská žena, která byla zavražděna v červenci 2005
- Liana Mesa, kubánská volejbalistka
- Liana Fiol Matta, politička z Puerta Rica

## Další
- Liana (víno), známé víno
- Liana (kniha), kniha z roku 1944 napsané Marthou Gellhorn
- Suzuki Liana rodinné auto vyrobeno automobilkou Suzuki

## Fiktivní postava
- Liana St. Martin, postava z filmu Devátá brána. Hrála ji Lena Olin.